# Мінус (позбавлення прав)
Мінус — неофіційне найменування прийнятої в СРСР репресивної міри — заборони проживання у великих містах.
Спочатку заборона поширювалася на три міста — Москву, Петроград та Київ, що називалося «мінус три». Але потім кількість «мінусів» стала зростати, а також ця міра стала застосовуватися до тих, хто вже відбув покарання.
28 березня 1924 з прийняттям ЦВК СРСР положення «Про права ОДПУ в частині адміністративних висилок, заслань та ув'язнення до концентраційного табору» ОГПУ отримало повноваження:
- висилати з якої-небудь місцевості з забороною проживання в низці встановлених списком ОГПУ місцевостей;
- засилати в конкретну місцевість під гласний нагляд місцевих відділів ГПУ;
- висилати за межі СРСР.

Пізніше нормативними документами вводилося три ступені обмежень, піддані висилці (система «мінусів»): заборона проживати в шести центральних містах і прикордонній смузі, заборону проживати в 72 губернських центрах, визначення пункту поселення за вибором висланого.
До кінця 20-х років XX століття деякі звільнені з ув'язнення стали «отримувати» до дванадцяти «мінусів».
Після введення в СРСР 27 грудня 1932 року паспортної системи секретний список «мінусів» став далі зростати і на початку 40-х років XX століття налічував 135 і більше найменувань.
Так, актор Іннокентій Смоктуновський свого часу мав 39 мінусів, через те, що побував у полоні.